# Dobrówko
Dobrówko [dɔˈbrufkɔ] (trước đây là Klein [dɔˈbrufkɔ] của Đức) là một ngôi làng thuộc khu hành chính của Gmina Tychowo, thuộc quận Białogard, West Pomeranian Voivodeship, ở phía tây bắc Ba Lan. Nó nằm khoảng 12 kilômét (7 mi) phía tây bắc Tychowo, 9 km (6 mi) về phía đông Białogard và 119 km (74 mi) về phía đông bắc của thủ đô khu vực Szczecin.
Trước năm 1945, khu vực này là một phần của Đức. Đối với lịch sử của khu vực, xem Lịch sử của Pomerania.